# Киселиха (река)
Киселиха — река в Московской области России, правый приток реки Вели (по другим данным — правый приток Чисмянки).
Протекает в южном направлении в западной части Сергиево-Посадского района. Длина — 14 км.
В «Каталоге рек и озёр Московской губернии» 1926 года И. А. Здановского — Киселевка длиной 10 км.
Берёт начало западнее посёлка Реммаш, у деревни Мехово, рядом с которой река описывает по полю длинную двухкилометровую петлю. Устье — выше деревни Псарёво, недалеко от дома отдыха «Загорские Дали». Пересекает самый высокий и самый расчленённые отрезок Клинско-Дмитровской гряды, и подобно соседним притокам Вели и Дубны имеет большую привлекательность для туристов.
Питание в основном происходит за счёт талых снеговых вод. Замерзает в середине ноября, вскрывается в середине апреля:7—8. Течение быстрое. Притоки — Селиванка и Чисмянка.
Между деревней Напольское и селом Хомяково пересекается с Московским большим кольцом А108.